# Brejo Alegre (ort)
Brejo Alegre är en ort i Brasilien.   Den ligger i kommunen Brejo Alegre och delstaten São Paulo, i den södra delen av landet, 600 km söder om huvudstaden Brasília. Brejo Alegre ligger 396 meter över havet och antalet invånare är 2 573. Den ligger vid sjön Reservatório Nova Avanhandava.
Terrängen runt Brejo Alegre är platt. Närmaste större samhälle är Buritama, 11,8 km norr om Brejo Alegre.
Trakten runt Brejo Alegre består i huvudsak av gräsmarker. Runt Brejo Alegre är det ganska glesbefolkat, med 42 invånare per kvadratkilometer.